# バリーレ
バリーレ（イタリア語: Barile）は、イタリア共和国バジリカータ州ポテンツァ県にある、人口約2,700人の基礎自治体（コムーネ）。

## 地理

### 位置・広がり

#### 隣接コムーネ
隣接するコムーネは以下の通り。
- ジネストラ
- ラポッラ
- リオネーロ・イン・ヴルトゥレ
- リパカンディダ
- ヴェノーザ